# Jakob Buchholtz
Jakob Buchholtz (né à Kežmarok le 29 décembre 1696, mort à Kežmarok le 14 mai 1758) fut un botaniste et minéralogiste qui a dédié ses recherches au montagnes Tatras. Il fut le frère de Georg Buchholtz.

## Référence
1. ↑  (en)[PDF]Antoni Nowak, « THE OLDEST IMAGES OF THE TATRAS »